# Lili Boisvert
Pour les articles homonymes, voir Boisvert.
Lili Boisvert, née en 1985, est une journaliste, chroniqueuse, autrice et animatrice québécoise.

## Biographie
Lili Boisvert naît en 1985.
Elle étudie en science politique à l'Université de Montréal avant de travailler, de 2009 à 2016, comme journaliste à Radio-Canada pour la division Web et la chaîne RDI. Pendant deux ans, de juin 2013 à juin 2015, elle y tient notamment une chronique pour le blogue Originel affilié à Radio-Canada.
Depuis avril 2016, elle co-anime et co-écrit avec la journaliste Judith Lussier l'émission Les Brutes diffusée sur Télé-Québec, qui a reçu deux prix Gémeaux en 2018, ceux de la meilleure animation et de la meilleure émission ou série originale produite pour les médias numériques (magazine),. Il s'agit d'une web-série féministe diffusée sur le site de Télé-Québec abordant avec un regard critique une variété d'enjeux sociaux.
Depuis 2016, elle anime également l'émission Sexplora (conçue et réalisée par Arnaud Bouquet) sur Explora, la plateforme scientifique de Radio-Canada. Elle y aborde des enjeux de sexualité pour démystifier certaines idées reçues.
D’août 2015 à octobre 2018, elle collabore au magazine Urbania par des chroniques, entrevues et reportages sur la sexualité.
Le magazine Elle Québec la place dans son palmarès 2016 des 30 personnalités féminines québécoises « qui ont contribué (...) à la construction d'un monde meilleur et d'une société plus juste ».

## Œuvre
Elle publie en 2017 son premier livre, Le principe du cumshot. Le désir des femmes sous l'emprise des clichés sexuels. Elle y traite avec un regard critique de la représentation sociale de la sexualité féminine. Elle cherche à défaire des stéréotypes sur les genres et à redonner du pouvoir aux femmes pour repenser leur rapport à la sexualité. Le principe du cumshot est finaliste au Prix des libraires du Québec.
En juin 2020, elle publie chez VLB éditeur Le prince, premier tome d'une trilogie de fantasy, Anan, où l'héroïne, Chaolih, est chargée de sauver le prince. Le second tome, La prêtresse, a paru en 2021.
En mars 2022, elle aborde la mécanique et les effets dévastateurs d'une relation toxique dans le roman Match, également publié chez VLB éditeur,.